# پودولی (ناحیه اوهرسکه هرادیشتی)
پودولی (به چکی: Podolí) یک منطقهٔ مسکونی در جمهوری چک است که در ناحیه اوهرسکه هرادیشتی واقع شده‌است. پودولی ۶٫۰۲ کیلومتر مربع مساحت و ۸۰۶ نفر جمعیت دارد و ۱۹۹ متر بالاتر از سطح دریا واقع شده‌است.